# Psorothamnus fremontii
Psorothamnus fremontii är en ärtväxtart som först beskrevs av Asa Gray, och fick sitt nu gällande namn av Rupert Charles Barneby. Psorothamnus fremontii ingår i släktet Psorothamnus och familjen ärtväxter.

## Underarter
Arten delas in i följande underarter:
- P. f. attenuatus
- P. f. fremontii

## Bildgalleri

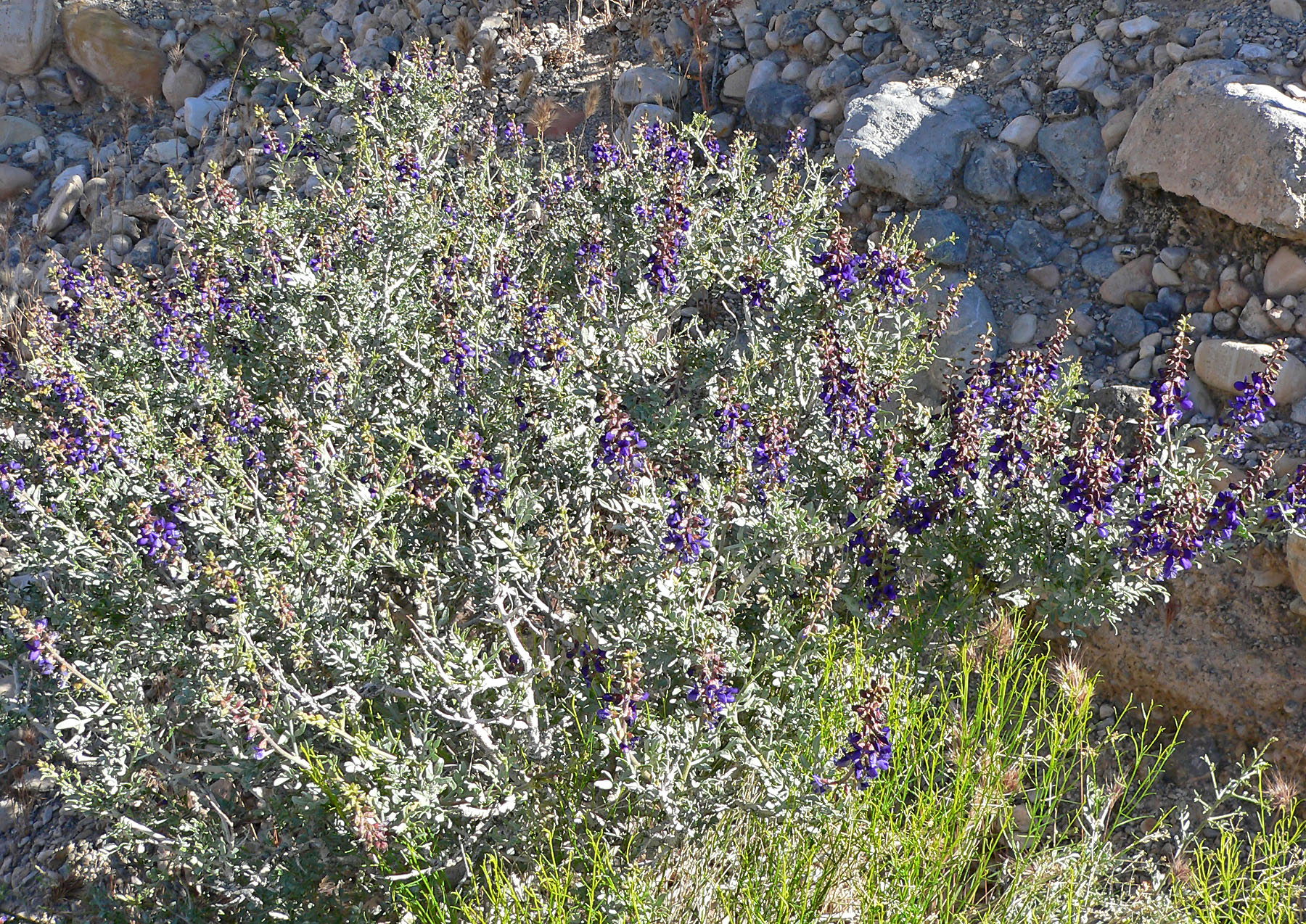
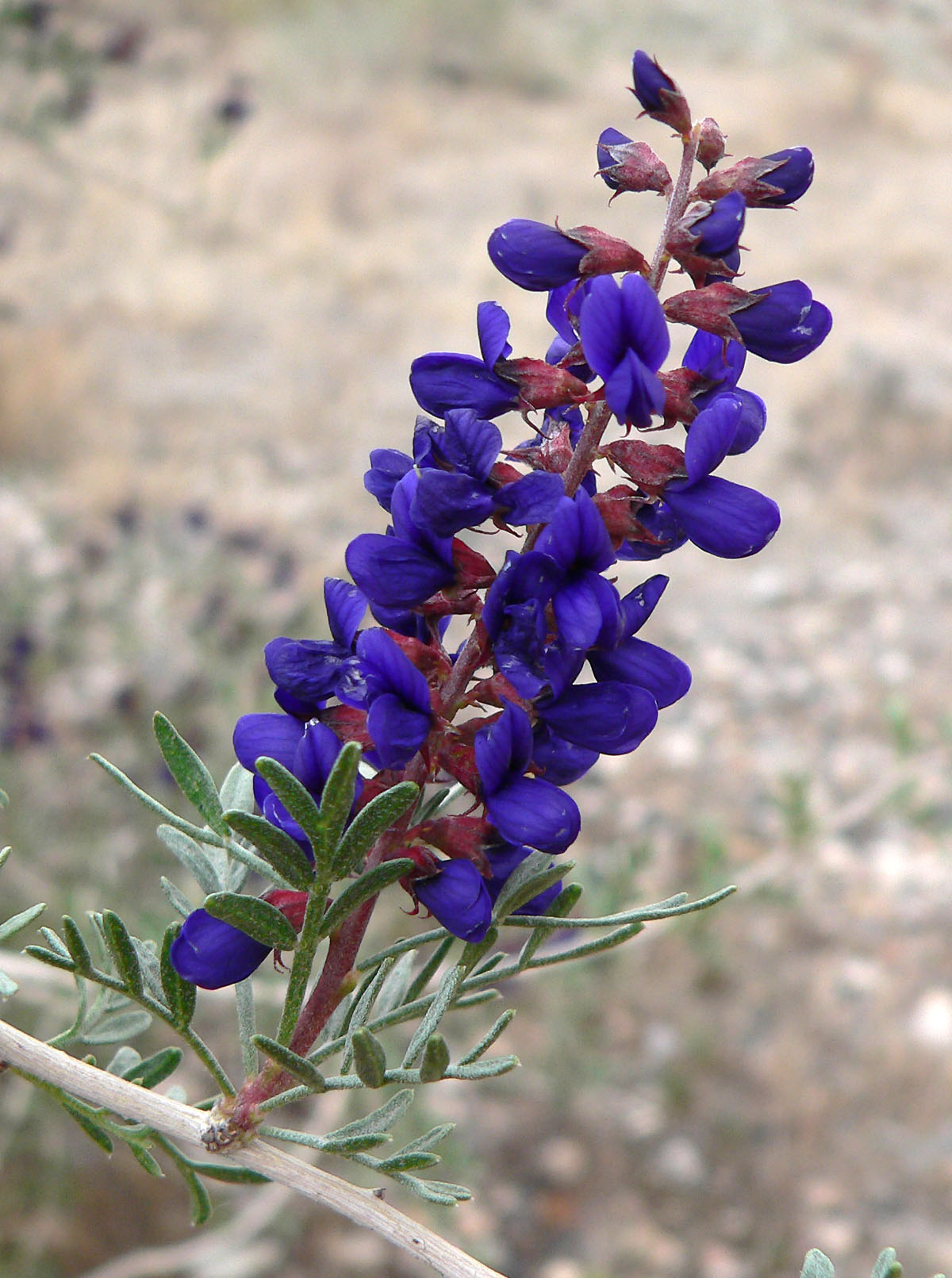
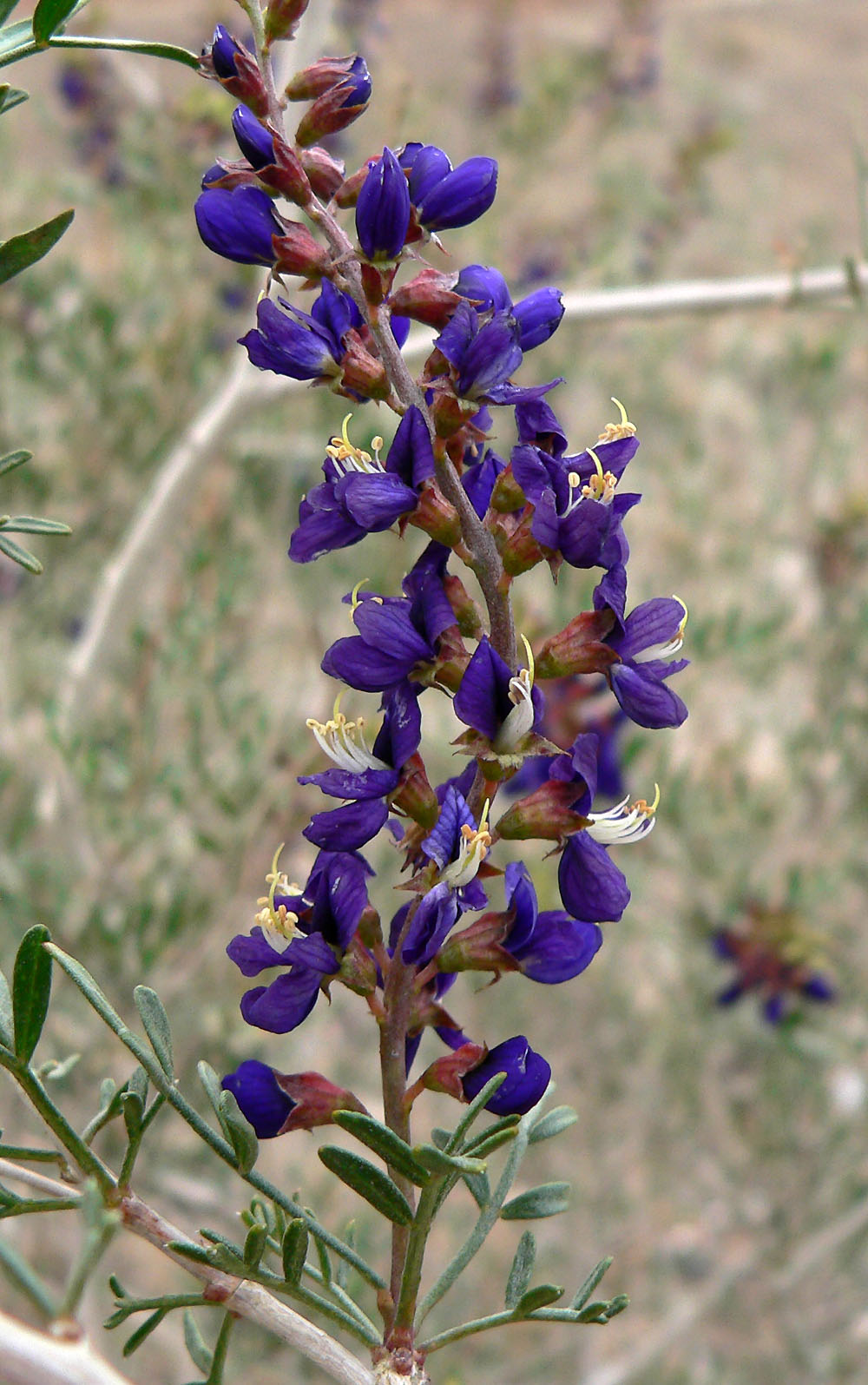
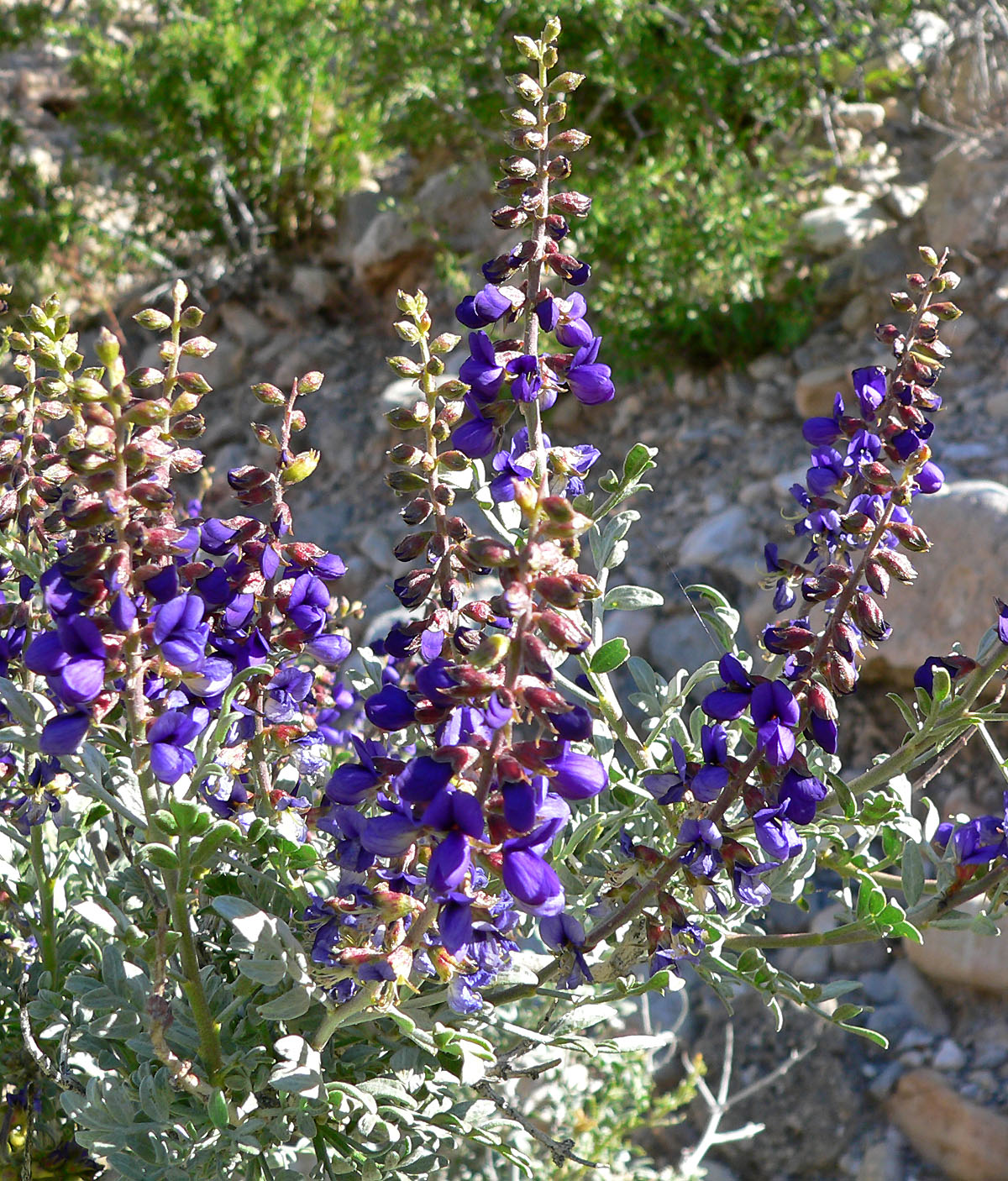
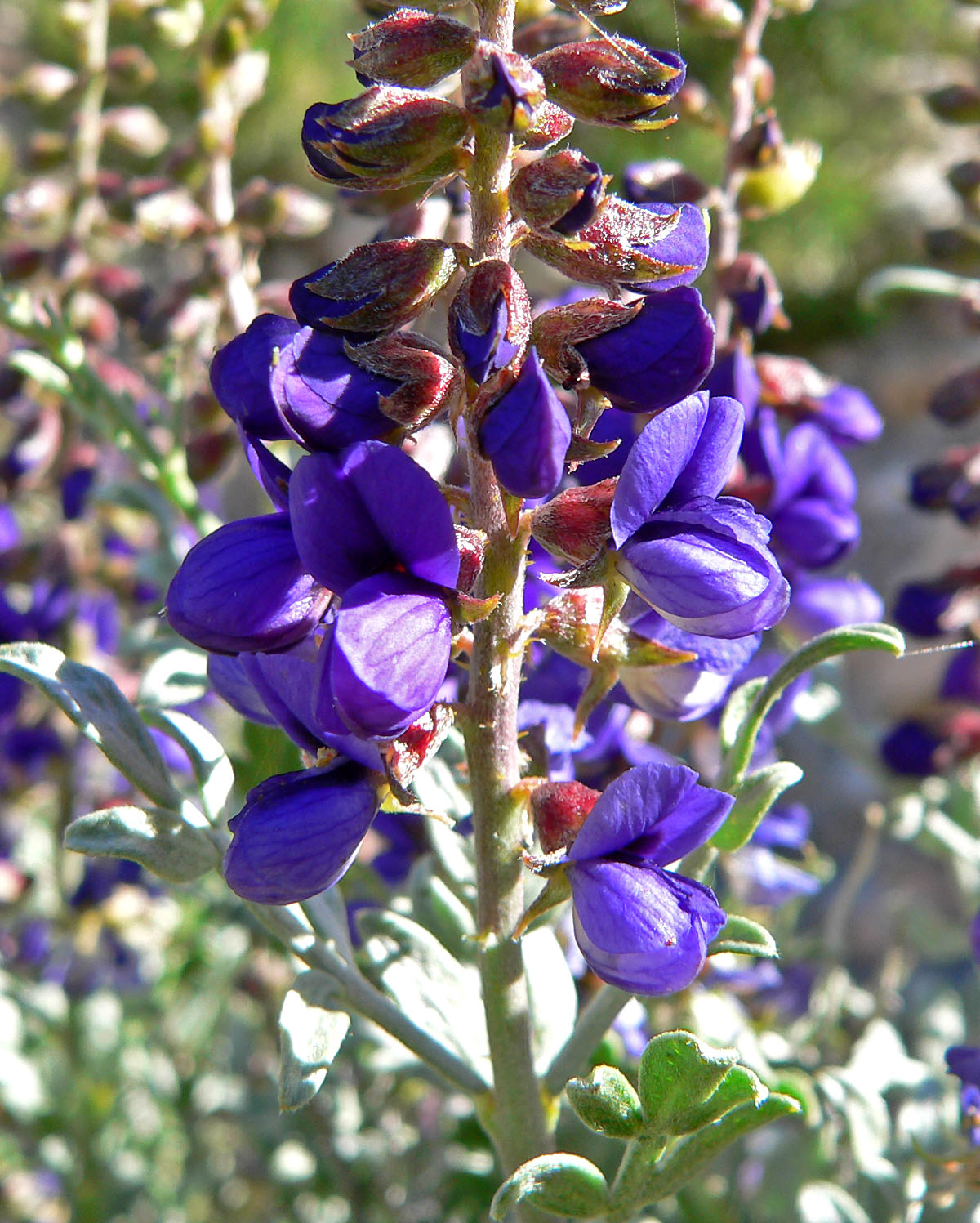
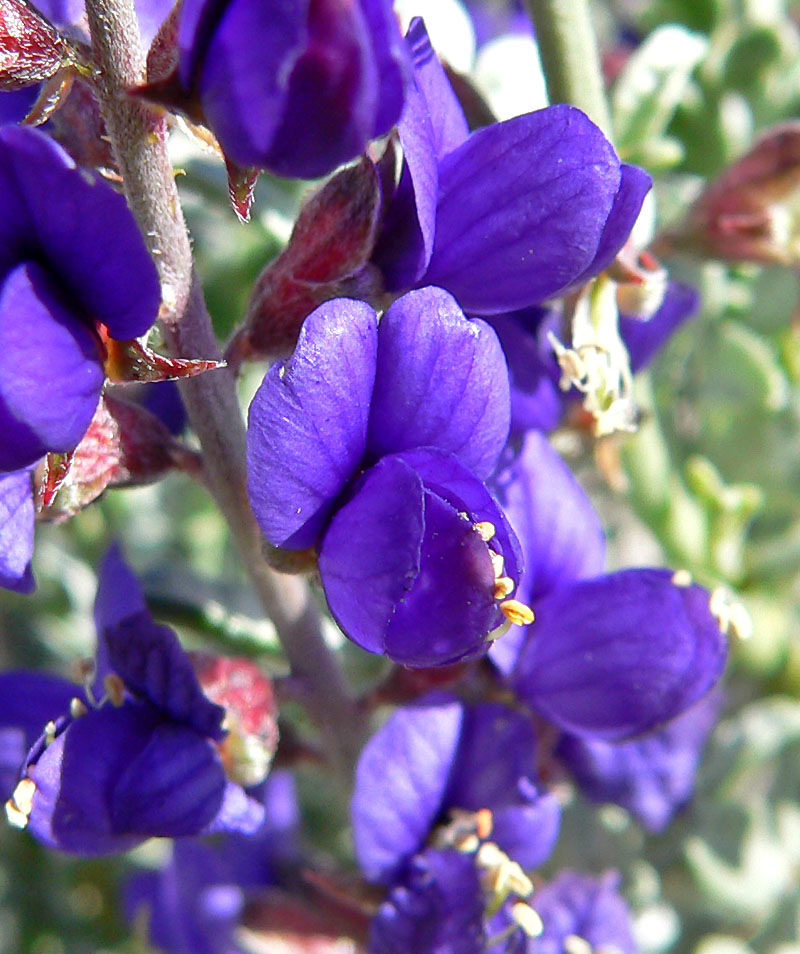